# Parlatoria oleae
Parlatoria oleae là một loài côn trùng trong họ Diaspididae. Loài này được Colvee miêu tả khoa học đầu tiên.
Đây là loài gây hại phát triển phổ biến ở Uzbekistan.